# We Invented the Remix
We Invented the Remix è un album di remix del rapper P. Diddy & the Bad Boy Family, pubblicato nel 2002 da Bad Boy e Arista Records. Il disco vende 256 000 copie fisiche nella sua prima settimana, debuttando al primo posto della Billboard 200 e venendo certificato disco di platino dalla RIAA a circa un mese dall'uscita.
| Recensione | Giudizio |
| ---------- | -------- |
| AllMusic   | [ 1 ]    |
| HipHopDX   | [ 4 ]    |
| RapReviews | [ 5 ]    |

## Tracce
Musiche di P. Diddy for the Hitmen (tracce 1, 3, 5-6, 9-10, 12-14), EZ Elpee (traccia 2), Mario Winans for the Hitmen (tracce 3, 5, 9-10, 12-14), Megahertz (traccia 4), Irv Gotti (traccia 7), 7 Aurelius (traccia 7), Daron Jones (traccia 8), Buckwild (traccia 10), D-Dot for the Hitmen (traccia 11) e Joe Hooker for the Hitmen (traccia 13).
1. Intro – 0:51
2. Special Delivery (Remix) (G-Dep, Ghostface Killah, Keith Murray & Craig Mack) – 4:34
3. I Need a Girl (Part Two) (Ginuwine, Mario Winans & Loon) – 4:46
4. Bad Boy for Life (Remix) (M.O.P. & Busta Rhymes) – 4:37
5. I Need a Girl (Part One) (Usher & Loon) – 4:26
6. The Remix Phenomenon (Interlude) – 1:14
7. Unfoolish (Remix) (The Notorious B.I.G. & Ashanti) – 3:13
8. Dance with Me/Peaches & Cream (Remix) (112, Ludacris & Beanie Sigel) – 4:57
9. No More Drama (Remix) (Mary J. Blige) – 4:04
10. So Complete (Remix) (Cheri Dennis) – 4:37
11. Notorious B.I.G. (Remix) (The Notorious B.I.G. & Lil' Kim) – 3:41
12. That's Crazy (Remix) (Black Rob, Missy Elliott, Snoop Dogg & G-Dep) – 4:39
13. Woke Up in the Morning (Remix) (Carl Thomas & The Notorious B.I.G.) – 6:04
14. You Gets No Love (Remix) (G-Dep & Faith Evans) – 4:37

## Classifiche

### Classifiche settimanali
| Classifica (2002)         | Posizione massima |
| ------------------------- | ----------------- |
| Stati Uniti               | 1                 |
| US Top R&B/Hip-Hop Albums | 2                 |